# 모모우치역
모모우치역(일본어: 桃内駅)은 일본 후쿠시마현 미나미소마시 오다카 구에 있는 동일본 여객철도(JR동일본)의 철도역이다.

## 역 구조
2면 3선 구조의 지상역이다. 승강장과 역사는 과선교로 이어져 있다.

### 승강장
| 1 | ■ 조반선(상행) | 나미에 방면            |
| 2 | ■ 조반선(하행) | 하라노마치·센다이 방면 |
| 3 | ■ 조반선       | 평상시엔 미사용        |

## 역세권 정보
이 역 주변은 후쿠시마 제1 원자력 발전소 사고 영향을 받아 경계구역(警戒区域, 출입 금지 구역)이 되었으나 2012년 4월 16일부터 2016년 7월 12일까지는 피난 지시 해제 준비 구역(避難指示解除準備区域, 자유로이 들어갈 수 있으나 숙박이 금지된 구역)이었다.
- 국도 제6호선

## 역사
- 1944년 2월 15일: 모모우치 신호장으로 영업 개시.
- 1948년 8월 10일: 철도역으로 승격.
- 1976년: 역사무원 배치 폐지.
- 1987년 4월 1일: 민영화에 따라 동일본 여객철도의 소속이 되었다.
- 2000년: 목조 역사 해체.
- 2001년: 새 역사 공사 완료.
- 2011년 3월 11일: 동일본 대지진으로 영업이 중단.
- 2017년 4월 1일: 나미에 ~ 오다카 구간 운행 재개.

## 인접역
| 동일본 여객철도 조반선 | 동일본 여객철도 조반선 | 동일본 여객철도 조반선 |
| ---------------------- | ---------------------- | ---------------------- |
| 나미에 나미에 방면     | ■ 보통                 | 오다카 센다이 방면     |